# Siphamia nigra
Siphamia nigra är en fiskart som beskrevs av Pierre Fourmanoir och Crosnier, 1964. Siphamia nigra ingår i släktet Siphamia och familjen Apogonidae. Inga underarter finns listade i Catalogue of Life.